# Richard Blanco (futbolista)
Richard José Blanco Delgado (La Guaira, Venezuela; 21 de enero de 1982) es un futbolista venezolano que juega actualmente como delantero en el Metropolitanos Fútbol Club de la Primera División de Venezuela.

## Trayectoria
Richard Blanco comenzó a jugar fútbol desde muy pequeño en equipos de su ciudad natal, La Guaira. Arribaría a "El Paraíso" para formar parte del Pedagógico de Caracas, donde disputaría sus primeros torneos. Con solo 15 años, fue a probar suerte con el CD Tenerife de España, pero su madre lo obligó a regresar a Venezuela para terminar el bachillerato. "El Avioncito" perteneció al desaparecido Deportivo Galicia, actualmente bajo el nombre de Aragua FC. Viajaría a Italia, donde probaría con el fútbol sala a nivel profesional. Luego de dos años en esa disciplina, regresaría al fútbol campo en el 2006 con el club italiano San Marino Calcio. Debutaría profesionalmente con el Deportivo Italchacao en el 2004. Ha jugado además en el Carabobo FC, Estrella Roja y el Deportivo Petare FC.
El 29 de febrero de 2012, se anunciaría la incorporación de "El Avioncito" al O'Higgins de Chile luego que, tras una excelente temporada, marcase trece anotaciones con el Deportivo Petare, dejándolo así, máximo goleador del Torneo Apertura 2011. Debutaría ante Deportes Iquique, entrando en el segundo tiempo y anotando el gol del triunfo (2-1). El O'Higgins finalizaría el Torneo Apertura 2012 como subcampeón, certificando así, una histórica campaña para el club chileno.
El 26 de julio de 2012, Blanco fue elegido mejor jugador de la semana de la Copa Sudamericana por la Confederación Sudamericana de Fútbol, luego de marcar un doblete que significó el empate a tres tantos de su equipo ante Cerro Porteño.
El 21 de diciembre de 2012, Mineros de Guayana, anunció la contratación de Richard Blanco que, exactamente treinta días después, debutó en el primer partido del Torneo Clausura 2013 ante Deportivo Petare que, tras dos goles de Blanco, terminaría en victoria negriazul. Finalizaría como máximo goleador del torneo con doce tantos.
El 15 de diciembre de 2013, se titularía campeón del Torneo Apertura 2013 con Mineros de Guayana, tras vencer 3-1 al ACD Lara, donde marcaría dos tantos. De esta forma, el equipo negriazul clasificaba a la Copa Libertadores de América 2015.

### Mineros de Guayana

#### Torneo Apertura 2017
El 25 de febrero de 2017, concretó un gol ante el Monagas Sport Club.

## Selección nacional
Ha disputado 16 partidos con la selección absoluta de Venezuela. Anotó su primer gol en la derrota 4-2 ante la Selección de Bolivia el 12 de noviembre de 2015.

## Clubes
| Club                       | País      | Año           | Partidos | Goles |
| -------------------------- | --------- | ------------- | -------- | ----- |
| Deportivo Italchacao       | Venezuela | 2004 - 2005   | 20       | 5     |
| Deportivo Italia           | Venezuela | 2005 - 2006   | 55       | 19    |
| San Marino Calcio          | Italia    | 2006 - 2007   | 17       | 9     |
| Carabobo FC                | Venezuela | 2007          | 23       | 7     |
| Estrella Roja              | Venezuela | 2007 - 2008   | 29       | 14    |
| Deportivo Petare           | Venezuela | 2008 - 2011   | 84       | 34    |
| O'Higgins                  | Chile     | 2012-2014     | 19       | 10    |
| Mineros de Guayana         | Venezuela | 2014 - 2016   | 125      | 61    |
| Zamora FC                  | Venezuela | 2016          | 18       | 11    |
| Mineros de Guayana         | Venezuela | 2017-2022     | 104      | 45    |
| Portuguesa Fútbol Club     | Venezuela | 2023          | 29       | 11    |
| Carabobo FC                | Venezuela | 2024          | 16       | 1     |
| Deportivo Rayo Zuliano     | Venezuela | 2025          | 13       | 3     |
| Metropolitanos Fútbol Club | Venezuela | 2025-presente |          |       |
| Total                      | Total     | Total         | 481      | 209   |

## Palmarés

### Torneo Nacionales
| Título                        | Club               | País      | Año  |
| ----------------------------- | ------------------ | --------- | ---- |
| Torneo Apertura               | Mineros de Guayana | Venezuela | 2017 |
| Primera División de Venezuela | Zamora Fútbol Club | Venezuela | 2016 |
| Copa Venezuela                | Mineros de Guayana | Venezuela | 2020 |